# Károly Takács

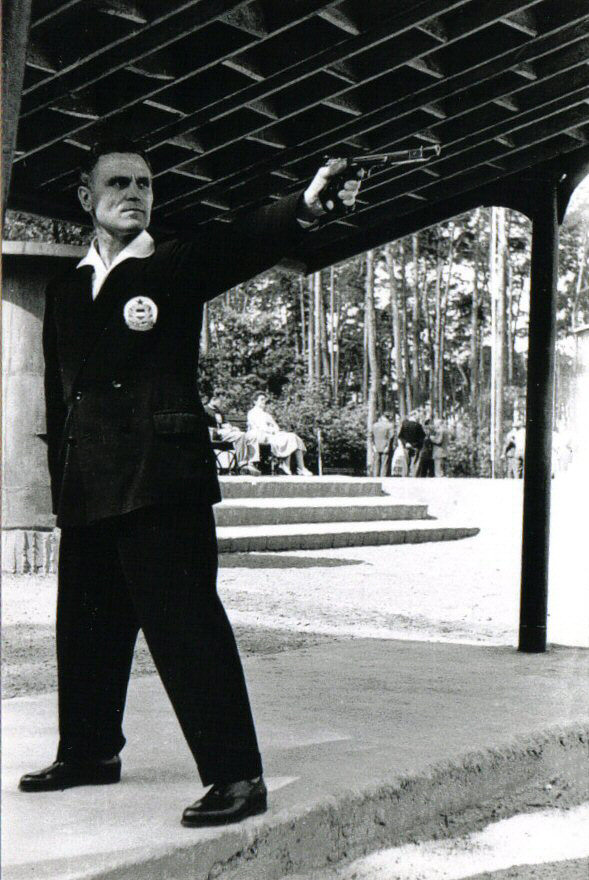
Károly Takács 1961 beim Länderkampf Polen vs Ungarn vs Jugoslawien

Károly Takács (* 21. Januar 1910 in Budapest; † 5. Januar 1976 ebenda) war ein ungarischer Sportschütze und zweifacher Olympiasieger mit der Schnellfeuerpistole.

## Leben und Karriere
Takács war bereits ungarischer Meister mit der Pistole, als der Wachtmeister der ungarischen Armee 1938 bei einem Manöver durch eine Handgranate die rechte Schusshand verlor. Er schulte auf die linke Hand um und wurde 1939 mit der ungarischen Mannschaft Weltmeister.
Bei den Olympischen Spielen 1948 in London siegte er mit 580 Ringen und neun Ringen Vorsprung auf den argentinischen Weltmeister und Weltrekordler Enrique Sáenz-Valiente. 1952 in Helsinki erzielte Takács 579 Ringe und damit einen Ring mehr als sein Landsmann Szilárd Kun, damit konnte Takács als erster Schütze mit der Schnellfeuerpistole seinen Olympiasieg wiederholen. Bei den Olympischen Spielen 1956 in Melbourne belegte er mit 575 Ringen den achten Platz. Zwei Jahre darauf gewann er mit der ungarischen Mannschaft die Bronzemedaille bei der Weltmeisterschaft. Mit der Großkaliberpistole erhielt Takács eine zweite Bronzemedaille bei der Weltmeisterschaft 1958.
Nach seiner Karriere war Károly Takács Nachwuchstrainer bei Honved Budapest.